# Haplozetidae
Haplozetidae zijn  een familie van mijten. Bij de familie zijn 57 geslachten met circa 370 soorten ingedeeld.